# Radimiches

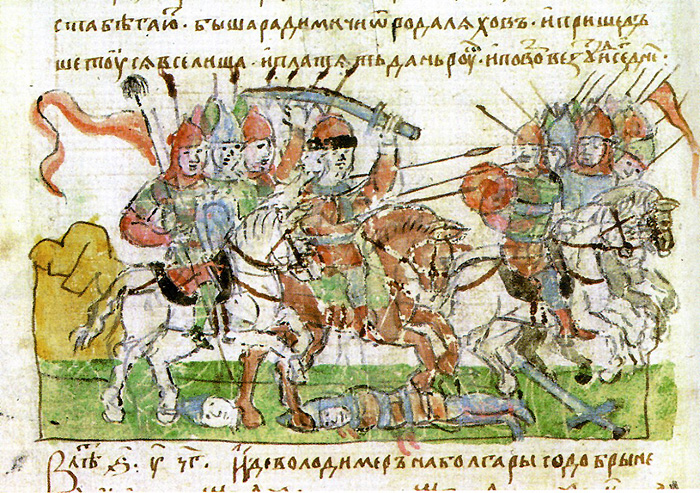
Miniatura da Crônica de Radzivill (final do século XV): Vitória do Cauda do Lobo, o voivoda do príncipe Vladimir Sviatoslavoviche de Kiev, na batalha com o exército radimiche no rio Pishchan, 984.

Os radimiches, também  chamados radimiques (em bielorrusso:  Радзiмiчы, em russo:  Радимичи, em ucraniano:  Радимичі, em polonês/polaco:  Radymicze), foram uma associação etnopolítica eslava oriental existente nos séculos IX - XII, tradicionalmente considerada uma tribo ou união tribal, que habitava as partes do alto leste do Dniepre, descendo o Soz e seus afluentes. Sua denominação provavelmente deriva do nome do antepassado da tribo - Radim. De acordo com a tradição do O Conto dos Anos Passados, "... havia radimiches do clã dos lechitas, que vieram e se estabeleceram aqui e pagaram tributo aos rus, e a povoz foi carregada até os dias atuais". No entanto, na literatura científica, não há consenso sobre a etnia radimiche. Evidências arqueológicas indicam que essa associação tribal tivesse uma origem mista eslavo-báltica.
Os radimiches viviam no interflúvio dos altos rios Dniepre e Desna ao longo do Soje e seus afluentes (ao sul de Vitebsk, a leste das regiões de Mogilev e Gomel da moderna Bielorrússia, a oeste de Bryansk e a sudoeste das regiões de Esmolensco da moderna Rússia). Evidências escritas sobre os radimiches recaem no período de 885 a 1169.